# Mixna Berura
La Mixna Berura, hebreu per a «ensenyament clarificat» és un text religiós de la cultura jueua, que va ser escrit a la Ieixivà de Radun entre els anys 1875 i 1905.
Aquesta obra és un treball sobre la halacà, la llei jueva, l'obra va ser elaborada pel Rabí Israel Meir Kagan, també conegut com el Chofetz Chaim, pel nom d'una de les seves obres. La Mixna Berura és un comentari del Orah Hayim, la primera secció del Xulhan Arukh, un llibre que tracta sobre les lleis relatives a l'oració, la sinagoga, el Sàbat i les festivitats jueves. Resumeix les opinions de les autoritats rabíniques posteriors a l'Edat Mitjana. Aquesta obra es fa servir àmpliament com a referència, i pràcticament ha suplantat el Chayei Adam i el Arukh HaXulhan com la primera autoritat en tot el referent a la vida diària dels jueus asquenazites. L'obra mostra una tendència cap a les opinions rigoroses, encara que inclou algunes opinions indulgents.